# Jacques-Philippe Ferrand
Jacques-Philippe Ferrand (Joigny, 25 luglio 1653 – Parigi, 5 gennaio 1732) è stato un pittore e miniatore francese.

## Biografia
Figlio di Louis, dottore di Luigi XIII di Francia, Ferrand studiò disegno alla scuola di Pierre Mignard, e poi imparò da Samuel Bernard a dipingere in miniatura e a smalto nel 1678-1679, tecnica molto in voga in Francia nella seconda metà del XVII secolo: eccelleva in questo genere, ed ottenne popolarità e successi in patria e all'estero.
Filippo I di Borbone-Orléans lo scelse per insegnare le prime nozioni di disegno a suo figlio, il futuro Reggente. Come ricompensa, gli fece ottenere l'incarico di "cameriere del re" nel 1684. Il suo talento lo fece ammettere ai membri della Académie royale de peinture et de sculpture. Fu approvato dall'Accademia il 7 giugno 1687 e poi ricevuto il 27 maggio 1690 con un Ritratto di Luigi XIV di Francia "fatto in smalto e arricchito da un bordo a forma di trofeo in rame dorato". La revoca dell'Editto di Nantes, nel 1685, portò alla partenza di Jean Petitot per la Svizzera porterà Jacques-Philippe Ferrand ad avvicinarsi alla pittura su smalto.
Dopo aver viaggiato in Inghilterra, Germania, Torino e aver lavorato per i vari corsi da lui seguiti, Ferrand tornò a Parigi nel 1688 a causa dello scoppio della guerra della Lega di Augusta con la Francia. Il Duca di Savoia Vittorio Amedeo II di Savoia e Luigi XIV fecero pace con il Trattato di Torino del 29 agosto 1696. Il Duca di Savoia lo richiamò a Torino dove Ferrand dipinse il suo ritratto su smalto. Il Duca fu così felice che si recò presso l'alloggio del pittore per mostrargli la sua soddisfazione e offrirgli un appartamento nel palazzo che mantenne tra il 1696 e il 1698. Da Torino, Ferrand si recò a Genova dove il doge lo fece cercare per riceverlo nel palazzo ducale e gli offrì un appartamento nel palazzo. Eseguì un solo ritratto a Genova, poi si trasferì a Firenze e infine a Roma dove rimase tredici mesi, dipingendo il Ritratto di Papa Innocenzo XII, e altre personalità, quali la principessa Pamphili. Tornò in Francia nel Natale del 1699 dopo un periodo a Torino.
Giunto a Parigi, eseguì diversi ritratti del re, in particolare nel 1703. Stabilitosi definitivamente a Parigi, la sua fama gli valse l'ingresso all'Accademia. Quindi smise di dipingere su smalto per circa i successivi venticinque anni durante i quali dipinse solo su smalto una testa di Cristo.
Abbandonato il desiderio di dipingere su smalto, si dedicò a descrivere i processi della sua arte in un curioso libro stampato nel 1721 sotto il titolo di 'Art du feu, ou Manière de peindre en émail, accompagnato da un piccolo Traité de miniature. Acquisì una collezione di disegni di Lucas Cranach il Vecchio che si trovano attualmente al Museo delle Belle Arti di Reims.

## Opere

### Ritratti
- Ritratto di Luigi XIV di Francia (1690);
- Ritratto di Vittorio Amedeo II di Savoia (1696);
- Ritratto di Papa Innocenzo XII (1699);

### Letteratura
- Art du feu, ou Manière de peindre en émail (1721);
- Traité de miniature (1721).